# 幡川駅
幡川駅（はたがわえき）は、かつて和歌山県海南市幡川にあった野上電気鉄道野上線の駅（廃駅）。
登山口駅方面に向かって、阪和自動車道をくぐったところに位置していた。

## 歴史
- 1916年（大正5年）2月4日：野上軽便鉄道（のちに野上電気鉄道）開通と同時に開業。
- 1994年（平成6年）4月1日：野上線廃止に伴い廃止。

## 駅構造
片面ホーム1面1線を有する地上駅。無人駅であり、トタン板製の待合室と桜の木が2本ある駅であった。なお、当駅は野上電気鉄道の駅で一番乗降客が少ない駅であった。

## 駅周辺
廃線後、当駅や線路跡はサイクリングロードとなった。

## 隣の駅
野上電気鉄道
野上線
春日前駅 - 幡川駅 - 重根駅